# Afroleptomydas villosus
Afroleptomydas villosus är en tvåvingeart som beskrevs av Hesse 1969. Afroleptomydas villosus ingår i släktet Afroleptomydas och familjen Mydidae. Inga underarter finns listade i Catalogue of Life.